# Angiolo Achini

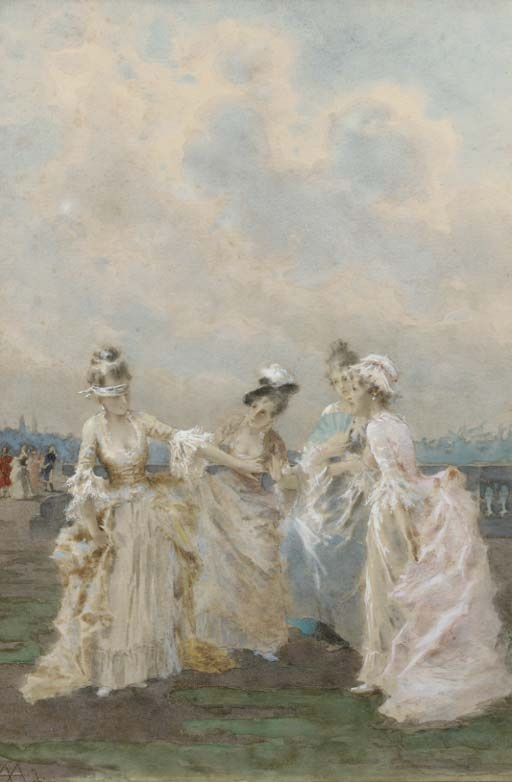
Girls Playing Blind's Man Buff.

Angiolo Achini, né le 6 mars 1850  à Milan et mort le 16 janvier 1930 dans la même ville, est un peintre italien.

## Biographie
Angiolo Achini naît le 6 mars 1850 à Milan. Il fait ses études à l'Académie de Brera, où il étudie auprès de Giuseppe Bertini. À 27 ans, il remporte un prix national de la meilleure peinture d’histoire. Au début de la trentaine, il devient l'un des disciples du peintre Tranquillo Cremona (un membre important de la Scapigliatura). Il peint deux portraits de Cremona. 
Après avoir terminé ses études, il expose des peintures à Rome et à Milan en 1881 ainsi qu'à Turin en 1882. Il expose également ses peintures à l'étranger, par exemple à Munich en 1888. Parmi ses toiles historiques figurent Savonarola arrested et Il colloquio di Clemente VII con Carlo VI ai danni di Firenze (1880, exposées à Turin). En 1881 à Milan, il expose le paysage Una nevicata. En 1883 à Milan : Baptême, Lo scalo merci, deux portraits, una Messalina et La ripa di Porta Ticinese. En 1883 à Rome, il expose Interno di San Marco, Attenzione, Cirque Romain, Tranquillo Cremona sul suo letto di morte, Octobre et Tramonto. En 1886 à Milan, il expose les aquarelles Monaca et Marina, et les huiles sur toile Vedova, Lo scarico delle merci et Amour maternel. Il expose Page, une aquarelle, et Dans le jardin au Salon de Bruxelles de 1897.
Il meurt le 16 janvier 1930 à Milan.

## Œuvres
- Interno di San Marco (Intérieur de San Marco)
- Tranquillo Cremona sul letto di morte (Tranquillo Cremona  sur son lit de mort)
- Amor Materno (Amour maternel)
- Cirque Romain
- Nevicata (Chutes de neige)
- Ritratto di Francesco Tamburini (Portrait de Francesco Tamburini)
- L'arresto di Fra' Gerolamo Savonarola (L'arrestation de Fra' Gerolamo Savonarola)
- A mosca cieca (A blind man's buff)
- Mascherina (Masque)
- Donna in costume turco (Dame en robe turque)